# Lac de Lases
Le lac de Lases est un petit lac alpin situé au mont La Gorsa, à environ 20 km de Trente, dans l’est de la province autonome de Trente.

## Extraction de porphyre
Le lac est situé dans une vallée escarpée, entourée de cimes maintenant dévastées pour les perforations quotidiennes causées par l'extraction du porphyre. En fait, les fouilles ont conduit à la formation de trous énormes et donc de grands sites d’enfouissement situés entre San Mauro et Gorsa, surplombant la route départementale. 
Ces décharges de déchets en plein air ont submergé de vastes étendues de champs boisés au fond de la vallée. Un épisode parmi tant d'autres est ce qui se passe dans la nuit du 16 au 17 janvier 1986, quand un glissement entraine le déversement de 300 000 m3 de déchets à proximité immédiate du lac. 

## Tourisme
Le lac mesure 700 m de long, 225 m de large et regorge de poissons. 
Au cours des dernières années, la commune a créé quelques plages de sable pour le confort des baigneurs. Dans le passé, un trampoline se trouvait le long d'une des plages et a été démantelé. Il y a aussi la possibilité de plonger depuis un rocher. 
Il est possible de faire le tour du lac (qui mesure environ 2 km), même si le chemin n’est pas plat, car il s’élève d’une centaine de mètres au dessus du lac. 

### Articles externes
- Biotope Lona-Lases sur www.parks.it, portail des parcs italiens
- Biotope Lona-Lases sur http://www.areeprotette.provincia.tn.it